# Řád svobody (Ukrajina)
Řád svobody (ukrajinsky: орден Свободи) je ukrajinské státní vyznamenání založené v roce 2008. Udílen je občanům Ukrajiny i cizím státním příslušníkům za služby v oblasti posilování suverenity a nezávislosti Ukrajiny, upevňování ukrajinské společnosti, rozvoj demokracie, sociálně-ekonomických a politických reforem a za dodržování ústavních práv a svobod člověka a občana.

## Historie
Dne 18. srpna 2005 podpořil prezident Viktor Juščenko vyhláškou č. 1177/2005 návrh Komise pro státní ceny a heraldiku na zřízení Řádu svobody, který by byl udílen za zvláštní zásluhy při prosazování suverenity a nezávislosti státu a za rozvoj demokracie. Komise byla pověřena uspořádáním soutěže o návrh vizuální podoby řádu a na základě jejího výsledku předložila návrh zákona, kterým se měnil Zákon O státních vyznamenáních Ukrajiny.
Dne 10. dubna 2008 přijala Nejvyšší rada Ukrajiny zákon č. 258-VI O změně zákona o státních vyznamenáních Ukrajiny. Tímto zákonem byla založena dvě nová vyznamenání, a to Řád svobody a Medaile Za záchranu života.
Status řádu včetně popisu vzhledu vyznamenání schválil prezident republiky Viktor Juščenko vyhláškou č. 460/2008.
Řád byl poprvé udělen dne 29. září 2008 a to švédskému králi Karlu XVI. Gustavovi.

## Pravidla udílení
Udílen je v jediné třídě prezidentem republiky občanům Ukrajiny i cizím státním příslušníkům za služby v oblasti posilování suverenity a nezávislosti Ukrajiny, upevňování ukrajinské společnosti, rozvoj demokracie, sociálně-ekonomických a politických reforem a za dodržování ústavních práv a svobod člověka a občana. Může být udělen i posmrtně. Každá osoba může být tímto řádem vyznamenána pouze jedenkrát.
Po úmrtí oceněného zůstávají řádové insignie v majetku jeho dědiců, s jejich svolením a se svolením státní komise může být řád předán do vlastnictví muzea. Pokud zemřelý nemá dědice, navrací se insignie státu.

## Insignie
Řádový odznak je ze zlaceného stříbra a má tvar rovnoramenného kříže s rozbíhavými rameny. Ramena jsou bíle smaltovaná a zdobená čtyřmi umělými krystaly „Swarowski“. Uprostřed je kulatý modře smaltovaný medailon se zlatým obrazem trojzubce. Tento motiv se poprvé na území Ukrajiny objevil na zlatých a stříbrných mincích ražených za knížete Vladimíra. Trojzubec je orámován zlatým vavřínovým věncem. Ramena kříže jsou orámována stylizovaným květinovým ornamentem. Zadní strana je hladká s vyrytým číslem. Velikost odznaku je 54 mm.
Stuha je z bílého hedvábného moaré s podélnými pruhy: uprostřed jsou dva pruhy v modré a žluté barvě, tento modrý pruh je lemován úzkým pruhem žluté barvy a žlutý pruh je lemován úzkým pruhem modré barvy. Po stranách je stuha lemována úzkými červenými pruhy. Šířka stuhy je 28 mm (široké pruhy modré a žluté barvy jsou široké 6 mm a úzké pruhy modré, žluté a červené barvy jsou široké 2 mm).
Řád se nosí na stuze kolem krku.